# Ted Luckenbill
Theodore "Ted" Luckenbill (Elkhart, Indiana, 27 de julio de 1939-Dallas, Texas, 24 de junio de 2012) fue un jugador de baloncesto estadounidense que jugó dos temporadas en la NBA y una más en la EPBL. Con 1,98 metros de estatura, lo hacía en la posición de alero.

## Trayectoria deportiva

### Universidad
Jugó durante tres temporadas con los Cougars de la Universidad de Houston, en las que promedió 16,6 puntos y 9,8 rebotes por partido. Fue el máximo reboteador del equipo en todas las temporadas, y en las dos últimas también el máximo anotador.

### Profesional
Fue elegido en la decimoquinta posición del Draft de la NBA de 1961 por Philadelphia Warriors, En su primera temporada participó en el famoso partido de los 100 puntos de Wilt Chamberlain. Fue muy poco utilizado por su entrenador, jugando menos de 6 minutos por encuentro, promediando 2,0 puntos y 1,6 rebotes.
Al año siguiente la franquicia se trasladó a San Francisco, jugando únicamente 20 partidos en los que mejoró ligeramente sus estadísticas, promediando 3,1 puntos y 2,8 rebotes por partido.
Jugó una temporada más en los Wilkes-Barre Barons de la EPBL antes de retirarse definitivamente.
Falleció víctima de un cáncer en Dallas, Texas a los 72 años de edad.

## Estadísticas de su carrera en la NBA

### Temporada regular
| Año     | Equipo        | PJ | MPP  | TC%  | TL%  | RPP | APP | PPP |
| ------- | ------------- | -- | ---- | ---- | ---- | --- | --- | --- |
| 1961-62 | San Francisco | 67 | 5.9  | .358 | .645 | 1.6 | .4  | 2.0 |
| 1962-63 | San Francisco | 20 | 10.1 | .382 | .450 | 2.8 | .4  | 3.1 |
| Total   | Total         | 87 | 6.9  | .367 | .604 | 1.9 | .4  | 2.3 |

### Playoffs
| Año   | Equipo        | PJ | MPP | TC%  | TL%  | RPP | APP | PPP |
| ----- | ------------- | -- | --- | ---- | ---- | --- | --- | --- |
| 1962  | San Francisco | 4  | 4.3 | .000 | .400 | .8  | .3  | .5  |
| Total | Total         | 4  | 4.3 | .000 | .400 | .8  | .3  | .5  |